# Augusterlebnis

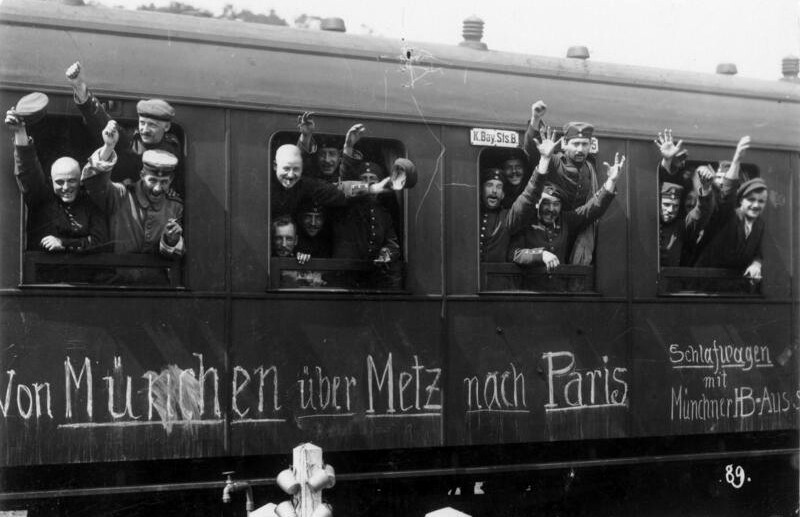
Truppentransport, Propaganda-Foto August 1914

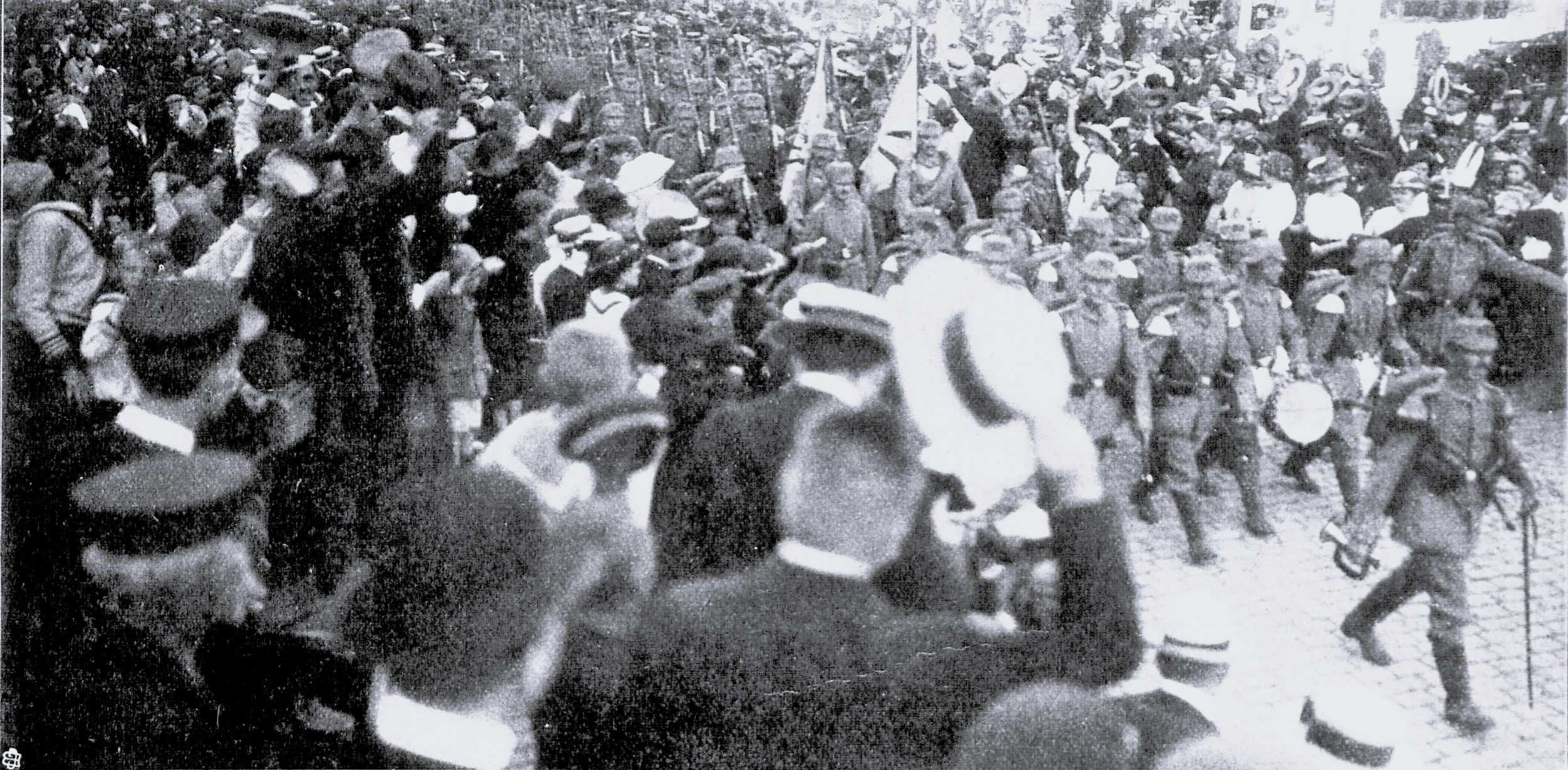
Deutsche Soldaten ziehen 1914 unter jubelnder Anteilnahme der Bevölkerung in den Krieg

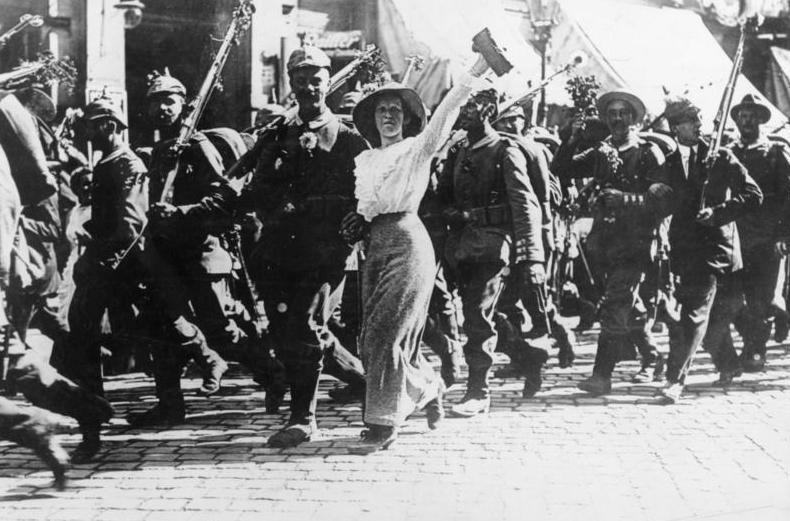
Der Auszug deutscher Soldaten aus ihrer Garnisonsstadt

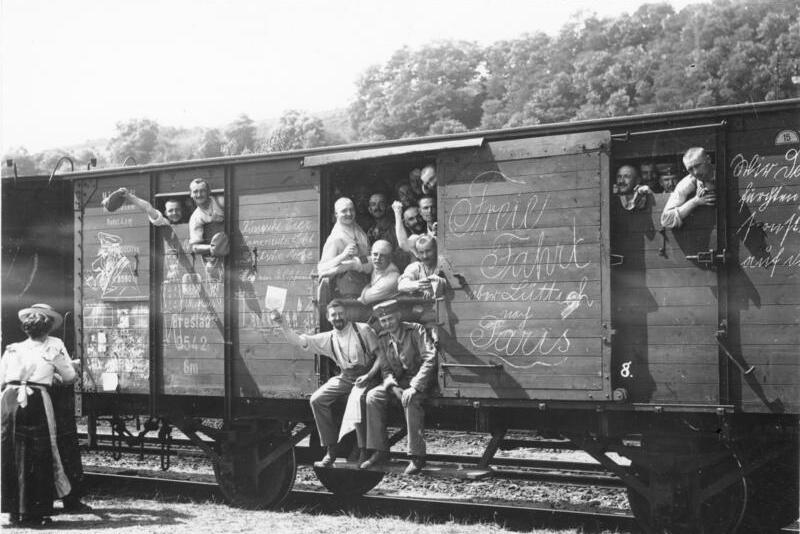
Truppentransport mit der Bahn

Der Begriff Augusterlebnis – in der nachfolgenden literarischen und historiografischen Rezeption oft auch Geist von 1914 genannt – bezeichnet die oft als „begeistert“ oder „euphorisch“ beschriebene nationalistische Stimmung weiter Kreise der Bevölkerung des Deutschen Reiches im August 1914, dem Beginn des Ersten Weltkriegs.

## Gespaltene Aufnahme des Kriegsbeginns

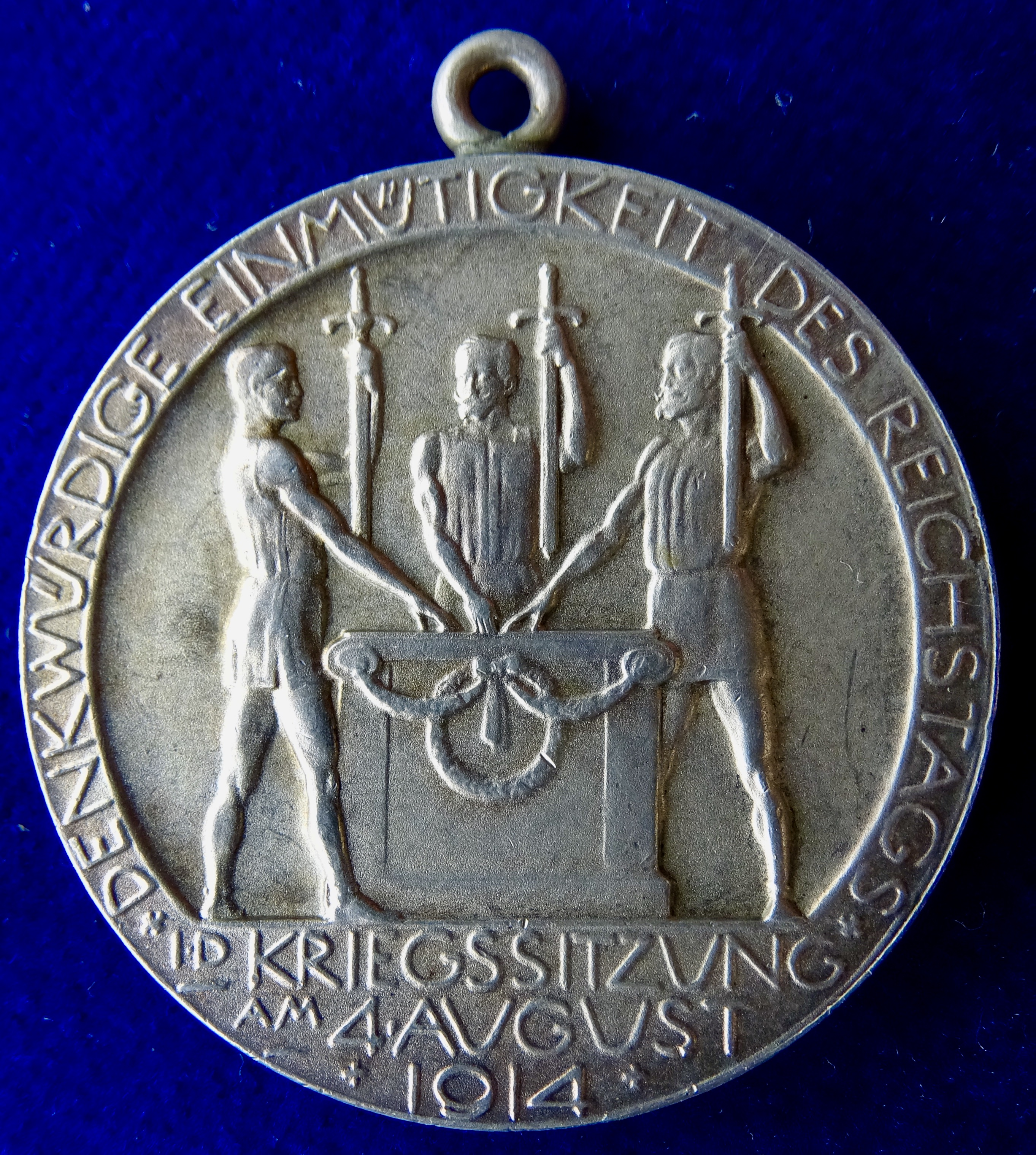
Medaille Kriegssitzung des Deutschen Reichstages vom 4. August 1914, Vorderseite

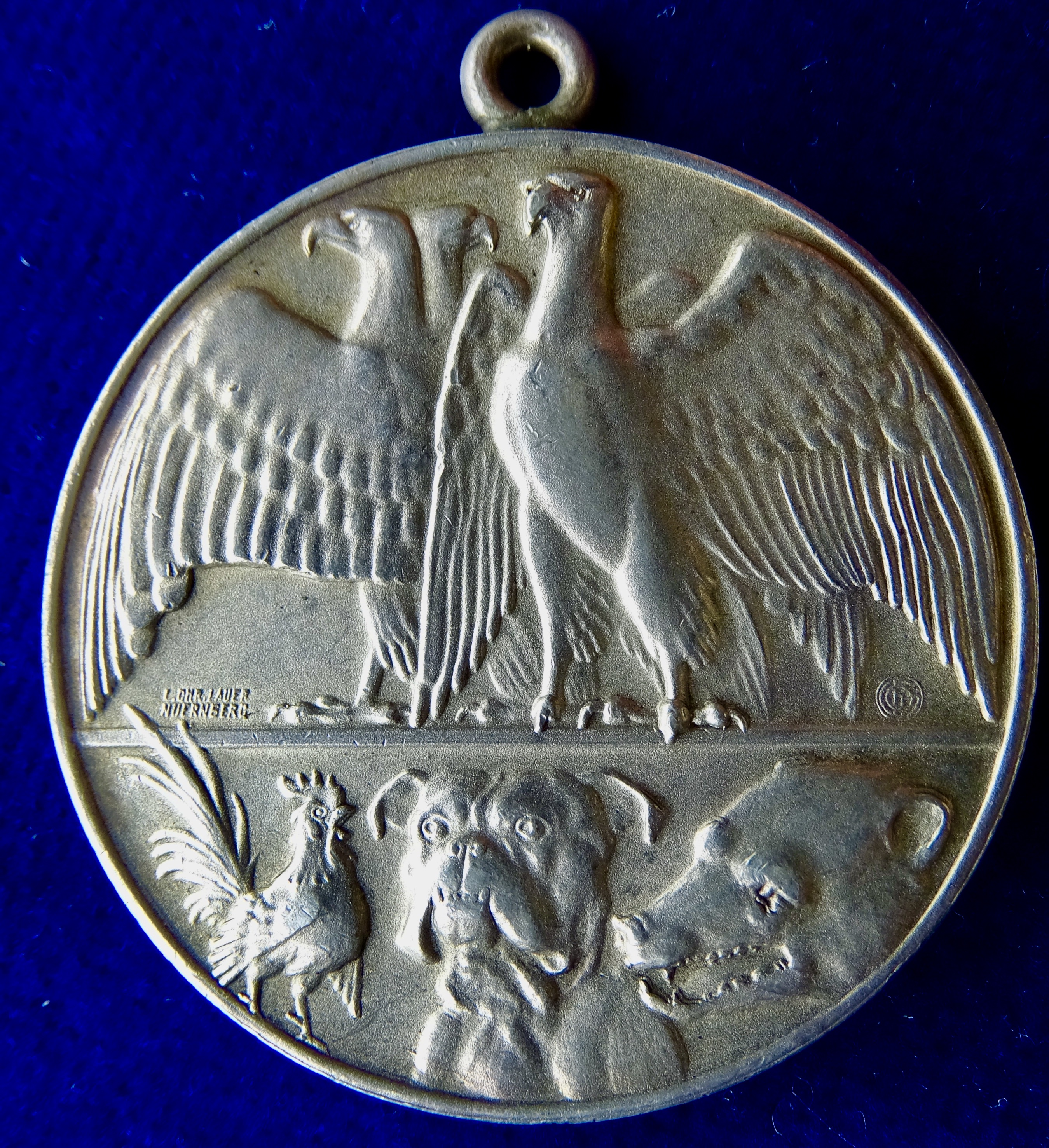
Die Rückseite dieser Medaille mit Kriegspropaganda zum Augusterlebnis

Schon bei der Zweiten Marokkokrise 1911 sah sich Reichskanzler Theobald von Bethmann Hollweg großen Teilen des Reichstags und der Presse gegenüber, die das Zurückweichen der Reichsregierung ablehnten. Viele Einwohner in Deutschland und dem verbündeten Österreich-Ungarn nahmen dann 1914 die Kriegserklärungen begeistert auf. Der erwartete Sieg über Frankreich und England – das allmählich als Erzfeind Deutschlands angesehen wurde – war für viele Deutsche eine Frage des Nationalstolzes. Anhänger der SPD wiederum konnten sich insbesondere mit dem Kampf gegen den fortschrittsfeindlichen russischen Zarismus identifizieren. Ihr bedeutendster Wortführer in dieser Hinsicht war der Reichstagsabgeordnete Ludwig Frank, der bereits am 3. September 1914 als Kriegsfreiwilliger fiel.
Als in den Garnisonsstädten die Truppenteile aus ihren Kasernen an die Front abrückten, standen vielerorts Menschenmengen Spalier und jubelten den Soldaten zu. Die Gewehre waren mit Blumen geschmückt. Manche Schriftsteller und Künstler begrüßten den Kriegsausbruch. Thomas Mann sprach vom Krieg als einer „Reinigung“ und als einem Ausstieg aus der „satten Friedenswelt“. Nationalistisch gesinnte Deutsche sprachen vom „reinigenden Stahlbad der Nation“. Theologen wie Dietrich Vorwerk (1870–1942) gaben dem Krieg eine religiöse Weihe. Innerhalb der sich spaltenden SPD propagierte die Lensch-Cunow-Haenisch-Gruppe Begriffe wie „Kriegssozialismus“, „Staatssozialismus“ und „nationaler Sozialismus“. Viele Menschen in Deutschland empfanden den Kriegsbeginn als „Erweckungserlebnis“. Der Gedanke des Imperialismus („Platz an der Sonne“) und das jahrelange „Säbelrasseln“ unter den Staatsoberhäuptern hatten ihre Spuren hinterlassen. Andere, darunter viele Studenten, sahen in dem existenziellen Erleben des Kampfes eine mögliche Flucht aus einem als langweilig und seicht empfundenen Dasein. Die Kriegsbegeisterung spiegelte sich auch im Manifest der 93 vom September 1914 bzw. in der Erklärung der Hochschullehrer des Deutschen Reiches vom Oktober 1914, die von über 3.000 deutschen Hochschullehrern unterzeichnet worden war, wenngleich diese Erklärungen in erster Linie eine Reaktion auf die weltweite Empörung über die Kriegsverbrechen in Belgien in der Anfangsphase des Krieges waren (Rape of Belgium).
Es ist unumstritten, dass die Kriegsbegeisterung nicht die gesamte Bevölkerung erfasste. Der Historiker Sven Oliver Müller bezweifelt gar, dass sie eine Mehrheit erfasst habe. Ulrich Herbert fasst die neuere Forschung dazu zusammen: „Aber nicht überall wurde gedichtet und gejubelt; mehr in den Städten als auf dem Lande, lauter im Bürgertum als bei Arbeitern und Bauern, stärker bei der Jugend als bei den Älteren.“ Eher mit Skepsis und Beklommenheit werde der Krieg in den Arbeitervierteln der großen Industriestädte erwartet, hieß es in Polizeiberichten über die Stimmung in der Bevölkerung. Auf dem Lande rief der Kriegsbeginn „eine fast allgemeine tiefe Niedergeschlagenheit hervor“, so Sven Oliver Müller. In den Münchner Neuesten Nachrichten hieß es: „Schwerer Kummer aber ist bei vielen unserer Bauernfamilien eingezogen, denn die Väter oft sehr kinderreicher Familien müssen fort, die Söhne, Pferde und Wagen werden von den Militärbehörden gefordert, und draußen steht die Ernte“. Auch in Teilen des Bürgertums herrschte Skepsis: „Man zittert vor dem Weltkrieg, es ist nicht möglich, ihn sich vorzustellen, all’ das in den Jahren des Friedens ruhig erarbeitete zu zerstören“, schrieb beispielsweise eine Unternehmerfrau.
Im Deutschen Reich wurde ein Notabitur eingeführt, damit kriegsbegeisterte Oberprimaner vorzeitig ins Heer eintreten konnten. Neuere regionalgeschichtliche Forschungen in Deutschland widerlegen die Annahme einer allgemeinen Kriegsbegeisterung im August 1914 und haben ein differenziertes Verhalten der Bevölkerung bei Kriegsausbruch festgestellt. In Frankreich zeigte sich ein Großteil der Bevölkerung bereitwillig zur Verteidigung der Nation, jedoch erst nach der deutschen Kriegserklärung. Bis dahin beschäftigte sich die Öffentlichkeit vorrangig mit innenpolitischen Fragen, von einer Erwartung oder gar Begeisterung eines bevorstehenden Krieges kann keine Rede sein. Lediglich nationalistische Politiker und Intellektuelle waren bereits vor dem Angriff offen für einen Krieg eingetreten, etwa zur Revanche und zur Rückgewinnung des Elsass und Lothringens (Revanchismus).
Erklärungen für die These der Kriegsbegeisterung bestimmter Gesellschaftsschichten kamen etwa von George L. Mosse: Er beschrieb den Wunsch nach Wiederherstellung einer intakten Männlichkeit nach einer Phase der sogenannten Dekadenz, zu der neben einer vermeintlichen Vormachtstellung des Judentums die Frauenbewegung, erste Ansätze einer Schwulenbewegung und Künstler wie die „Dekadenzdichter“ gezählt wurden.

Der Militärhistoriker Manfried Rauchensteiner betrachtet die Kriegsbegeisterung als durchaus realen Faktor, der quer durch die Bevölkerungsschichten und politischen Lager wirkte. Nach Rauchensteiner wurde die Aussicht auf einen Krieg im Sommer 1914 zur Projektionsfläche unterschiedlichster politischer, philosophischer und existenzieller Sehnsüchte: 

„Für die Menschen war es zwar nicht selbstverständlich, dass es Krieg gab, aber es schien ihnen auch nichts besonders Erschreckendes zu sein; Krieg gehörte zur menschlichen Existenz und war etwas ungemein Aufregendes. Der Krieg schien der ideale Ausweg zu sein, um dem Alltag zu entfliehen. Alles Mögliche floss da ein: Gegensätzliches wie Müdigkeit an der Moderne und Sehnsucht nach etwas Neuem, irrationale Heilserwartung, Lösung der verschiedensten Dilemmata, Überwindung einer Stagnation, außenpolitischer Befreiungsschlag, Verwirklichung nationalistischer, Festigung staatlicher Struktur, Zentralismus und Föderalismus. […] In Berlin und St. Petersburg, in Paris und London konnte man ähnlich wie in Wien das Gefühl haben, der Krieg würde als Erlösung gesehen. Und der intellektuelle Anstoß, der quer durch Europa zu beobachten war, ließ jene ungeheure Kriegsbegeisterung hochkommen, die ein Phänomen dieses Jahrhunderts werden sollte. Die Zerstörbarkeit aller Ordnung wurde als Möglichkeit gesehen und der Krieg als Experiment. Im Zeitalter der Beschleunigung wurde auch Krieg als etwas verstanden, das beschleunigte. […] Studenten, Professoren, Schriftsteller, Künstler, Priester, Atheisten, Anarchisten, politische Aktivisten, Radikale: Alle wollten dabei sein, wenn die Pax Europaea zu Ende ging. […] Sie alle sahen im Krieg nicht das Entsetzliche, sondern die Veränderung, und nur ganz wenige konnten sich der Suggestion entziehen und anderes als den Aufbruch, nämlich auch das Ende eines europäischen Jahrhunderts, sehen.“

Bis zum 29. Juli, dem Bekanntwerden der russischen Teilmobilmachung, kam es auch zu Aktionen von Kriegsgegnern. Bis dahin fanden insgesamt 288 Versammlungen und Aufmärsche und rund 160 Veranstaltungen in rund 160 Städten statt. Am 28. Juli 1914 fanden beispielsweise Antikriegsdemonstrationen im Berliner Lustgarten (mehr als 100.000 Teilnehmer) sowie in Hamburg, Altona und Wandsbek statt. Die SPD-Führung schreckte jedoch davor zurück, die Massenproteste als politisches Druckmittel einzusetzen und den Hurra-Patrioten offensiv entgegenzutreten. Antikriegsaktionen beschränkten sich zumeist auf von der Polizei genehmigte Versammlungen in geschlossenen Räumen, und die Straße blieb den kriegsbegeisterten Teilen des Bürgertums überlassen. Der radikale Schwenk der SPD-Leitung und der meisten SPD-Parteizeitungen wenige Tage später irritierte weite Teile der Arbeiterschaft, in der sich auch nach dem 1. August 1914 eher Resignation und wenig Kriegsbegeisterung einstellte.
In praktisch allen am Krieg beteiligten Staaten reihten sich die sozialistischen Parteien zu Beginn in die Reihen der „Vaterlandsverteidiger“ ein und stimmten in den Parlamenten für die Kriegskredite. Die Zweite Internationale zerbrach im Sommer 1914 unter dieser Belastung. Der Konsens des „Burgfriedens“ begann erst 1916/17 zu bröckeln, als ausbleibende militärische Erfolge trotz hoher Opferzahlen in den fortgesetzten Offensiven und die Verschlechterung der Ernährungslage, besonders in den von der Blockade betroffenen Staaten der Mittelmächte, die Illusion einer klassenübergreifenden Schicksalsgemeinschaft zerstörten. Von den kriegsbedingten Einschränkungen war auch die bisherige Mittelschicht betroffen, die unter der konsequenten Umstellung auf eine Kriegswirtschaft litt. Auch bei ihr wich der anfängliche Hurra- schließlich einem Durchhaltepatriotismus.
Golo Mann beschäftigte sich 1958 in dem Kapitel Stimmungen seines Werkes Deutsche Geschichte des 19. und 20. Jahrhunderts mit dem Phänomen. Demnach waren „Jubel, Kriegswut und Kriegsfreude“ überall in Europa zu spüren, da sich alle für die Angegriffenen hielten, in Deutschland allerdings ganz besonders. Hier gedieh, jahrelang vermittelt, der Glaube an die Einkreisung Deutschlands, von der es sich zu befreien gelte. Es war besonders die Nachricht von der russischen Mobilmachung, die eine Welle des Patriotismus auslöste. Die dann rasch aufeinanderfolgenden Kriegserklärungen an Russland und Frankreich erweckten zudem den Eindruck, man sei der bevorstehenden Einkreisung gerade noch zuvorgekommen, so dass sich Siegeszuversicht verbreitete.
Intellektuelle, die sich stets der Masse ferngehalten hatten, gaben sich nun als Patrioten. Max Weber schrieb von „diesem großen und wunderbaren Krieg“ und dass es herrlich sei, ihn noch zu erleben, aber sehr bitter, nicht mehr an die Front zu dürfen. Rudolf Alexander Schröder dichtete: „Für dich will ich leben, für dich will ich sterben, Deutschland, Deutschland.“ Heinrich Lersch schrieb in seinem Gedicht Soldatenabschied (1914) die später häufig zitierten Worte: „Deutschland muss leben, und wenn wir sterben müssen!“ Stefan Zweig beschrieb eine verführerische Solidarität unter den Volksmassen, der man sich schwer habe entziehen können: „Wie nie fühlten die Tausende und Hunderttausende Menschen, was sie besser im Frieden hätten fühlen sollen: daß sie zusammengehörten.“ Der 18-jährige Carl Zuckmayer meldete sich als Kriegsfreiwilliger und schrieb: „Befreiung! Befreiung von bürgerlicher Enge und Kleinlichkeit, von Schulzwang und Büffelei, von den Zweifeln der Berufsentscheidung und von alldem was wir – bewußt oder unbewußt – als Saturiertheit, Stickluft Erstarrung unserer Welt empfanden.“ Auch der fast 48-jährige Heidedichter Hermann Löns bestand auf seiner freiwilligen Kriegsteilnahme und fiel bereits im September 1914. Der 47-jährige, linksliberale und obrigkeitskritische Schriftsteller Ludwig Thoma meldete sich freiwillig zum Sanitätsdienst und dichtete: „Auf springt das Volk, es reckt die Glieder, / Und keine Sorge drückt uns nieder. / Komm, was es sei!“

## Forschungstendenzen

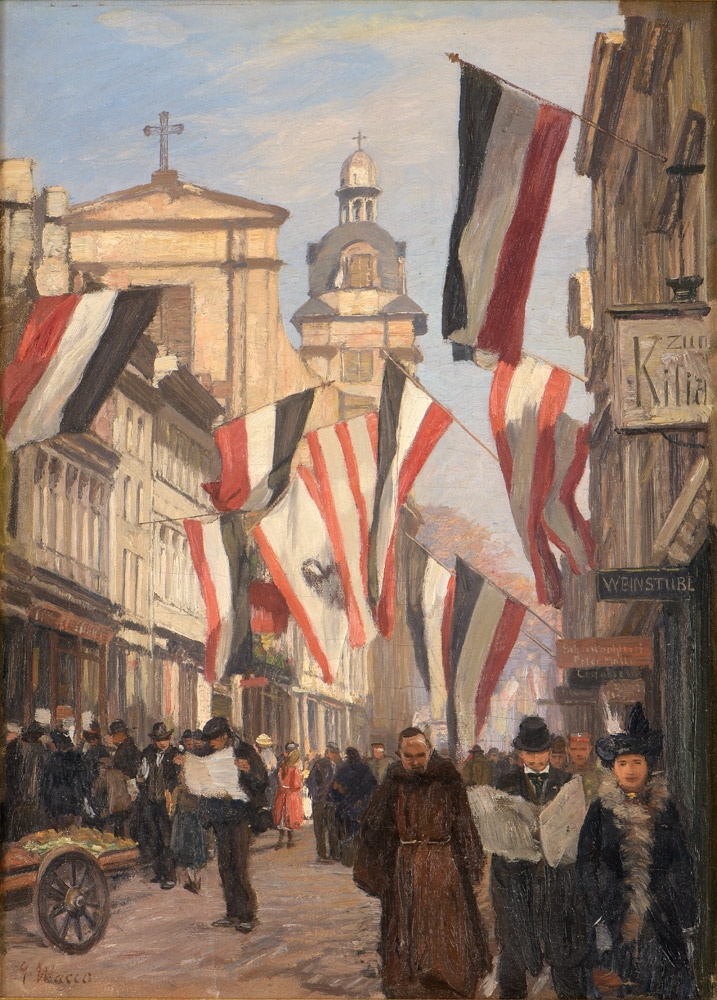
Georg Macco: Siegesfahnen in Altdüsseldorf, 1914

Eine wesentliche Rolle für das dominante Bild der jubelnden Bevölkerung spielte die Tatsache, dass Fotos eher in den Städten gemacht werden und die Presse, Journalisten und Dichter eher aus den Hauptstädten berichteten. Doch war die Kriegsbegeisterung nirgendwo in Europa flächendeckend. „Nicht zu bestreiten allerdings ist der zumindest in Teilen der Bevölkerung in den großen europäischen Hauptstädten weiterverbreitete Jubel über den bevorstehenden Krieg“, konstatiert Ian Kershaw.
Dem gegenüber spielt eine Forschungsrichtung, die meint, das Augusterlebnis habe nicht stattgefunden, kaum eine Rolle. Inwiefern der emotionale Aufbruch auch eine kulturelle Inszenierung gewesen sei, die den Diskurs über die Ereignisse des Juli und August 1914 bis etwa in die 1970er Jahre hinein geprägt habe, scheint manchen von Interesse. Demzufolge wurde das Bild allgemeiner Kriegsbegeisterung nicht zuletzt von der Rechtfertigungsargumentation der Sozialdemokraten für die Entscheidung ihrer Reichstagsfraktion vom 4. August 1914 und die Burgfriedenspolitik begünstigt.
Manche Thesen über die Ereignisse des August 1914 stützten sich auf Aussagen von SPD-Politikern aus der Zeit nach 1918, die unter einem hohen Rechtfertigungsdruck standen, oder auf Quellen aus dem Bürgertum, das in seiner Mehrheit tatsächlich von Kriegsbegeisterung geprägt war. Auf die Massenkundgebungen und -versammlungen gegen den Krieg, die die Sozialdemokratie noch Tage vor dem eigentlichen „Ausbruch“ des Krieges (siehe Julikrise) auf die Straße brachte, wies bereits 1974 Bernt Engelmann in seinem Buch Wir Untertanen. Ein Deutsches Anti-Geschichtsbuch hin, räumte danach allerdings ein: „Das ganze Volk, die meisten Sozialdemokraten nicht ausgenommen, war bereits von einer Kriegshysterie sondergleichen erfaßt. Alle taten so, als sei das Deutsche Reich von bösartigen Feinden hinterrücks überfallen worden, ohne die geringste eigene Schuld und aus heiterem Himmel.“
Widerspruch zur These der Kriegsbegeisterung als konstruierte Legende kam unter anderem auch von Steffen Bruendel. Ohne reale Stimmungsbilder wäre demnach eine Konstruktion nicht möglich gewesen. Herbert Rosinski betonte, kein Augenzeuge werde jemals den Kriegsausbruch im August 1914 vergessen: „Das war kein Werk der Propaganda.“ Die Krise habe sich viel zu rasch entwickelt, um Zeit für eine psychologische Vorbereitung zu lassen. Peter Hoeres sprach sich gegen eine „Überkorrektur des 'Augusterlebnisses'“ aus. Zu konstatieren sei ein „ganzes Spektrum an Verhaltensweisen zwischen den Polen Angst und Begeisterung“.